# Benjamin Bonzi
Benjamin Bonzi (Anduze, 9 de junho de 1996) é um tenista francês. 
Em 2014, Bonzi e o compatriota Quentin Halys foram campeões juvenil de duplas do Torneio de Roland-Garros depois de derrotar o austríaco Lucas Miedler e o australiano Akira Santillan na final por duplo 6/3.